# Henry Richter
Henry Richter född 7 februari 1897 i Lund död 24 juni 1962 i Malmö, var en svensk journalist och manusförfattare.
Richter antogs som volontär på tidningen Arbetet. Efter en period där arbetade han på olika tidningar tills han återkom till Arbetet 1921. Han skrev och spelade lokalrevy under den period han vistades i Eskilstuna; när han återkom till Malmö inledde han ett revysamarbete med Edvard Persson. Richter använde pseudonymen "Svarte Petter" för en del alster i tidningen Arbetet.

## Filmmanus
- 1936 – Söder om landsvägen
- 1938 – Du gamla du fria
- 1939 – Skanör-Falsterbo
- 1939 – Kalle på Spången
- 1940 – Blyge Anton
- 1940 – En sjöman till häst
- 1942 – Stinsen på Lyckås
- 1942 – August järjestää kaiken
- 1943 – Livet på landet
- 1944 – När seklet var ungt
- 1945 – Jolanta - den gäckande suggan
- 1955 – Blå himmel
- 1956 – Där möllorna gå

## Textförfattare musik
- Du gamla Skåneland
- Om du bara var min ändå